# Eleccions regionals de Sardenya de 1994
Les eleccions regionals per a renovar el Consell Regional de Sardenya se celebraren a dues voltes el 12 i el 26 de juny de 1994. La participació en la primera volta fou del 74,3%. A la segona volta hi anaren les forces més votades.
| ← Eleccions regionals de Sardenya, 1994 → |               |               |              |              |              |
| Llistes Regionals                         | Primera volta | Primera volta | Segona volta | Segona volta | Segona volta |
| Partits                                   | vots          | vots (%)      | vots         | vots (%)     | escons       |
| Progressisti Sardi                        | 259.485       | 29,8%         | 289.718      | 42,7%        | 8            |
| Forza Italia-Alleanza Nazionale (FI-AN)   | 265.131       | 30,5%         | 248.145      | 36,6%        | 6            |
| Partit Popular Italià (PPI)               | 133.286       | 15,3%         | 140.588      | 20,7%        | 2            |
| Patto Segni                               | 129.761       | 14,9%         | -            | -            | -            |
| Partit Sard d'Acció (PSd'Az)              | 59.277        | 6,8%          | -            | -            | -            |
| Sardigna Natzione                         | 23.368        | 2,7%          | -            | -            | -            |
| Total                                     | 870.308       | 100,00        | 678.451      | 100,00       | 16           |

Font Web del consell regional de Sardenya Arxivat 2007-02-02 a Wayback Machine.
| ← Eleccions regionals de Sardenya, 1994 →  |         |          |        |
| Llistes provincials                        |         |          |        |
| Partits                                    | vots    | vots (%) | escons |
| Forza Italia Sardegna (FI)                 | 195.206 | 21,1%    | 14     |
| Partit Democràtic d'Esquerra (PDS)         | 168.062 | 18,1%    | 13     |
| Partit Popular Italià (PPI)                | 149.725 | 16,2%    | 11     |
| Alleanza Nazionale (AN)                    | 102.594 | 11,1%    | 8      |
| Patto Segni                                | 85.721  | 9,2%     | 6      |
| Partito della Rifondazione Comunista (PRC) | 55.156  | 5,6%     | 4      |
| Lista Sardegna - Federazione Democratica   | 48.404  | 5,2%     | 4      |
| Partit Sard d'Acció (PSd'Az)               | 47.000  | 5,1%     | 4      |
| Aliança Democràtica-Federació dels Verds   | 26.969  | 2,9%     | -      |
| Centre Cristià Democràtic (CCD)            | 14.240  | 1,5%     | -      |
| Sardigna Natzione                          | 10.984  | 1,2%     | -      |
| Partit Republicà Italià (PRI)              | 8.467   | 0,9%     | -      |
| altres                                     | 14.765  | 1,6%     | -      |
| Total                                      | 926.752 | 100,00   | 64     |